# Arturo Figueredo
Arturo Ramón Figueredo Lindner (Canelones, Uruguay, 20 de agosto de 1907 - Montevideo, Uruguay, 29 de octubre de 1991), fue un magistrado uruguayo, quien se desempeñó como miembro del Tribunal de lo Contencioso Administrativo entre 1972 y 1977.

## Primeros años
Nació en Canelones el 20 de agosto de 1907,hijo de Arturo Margarito Figueredo y de Rosa Lindner.
En su juventud fue militante del Partido Socialista.
Cursó estudios en la Facultad de Derecho de la Universidad de la República hasta obtener el título de abogado.

## Juez de Paz en el interior
En junio de 1942 inició su carrera judicial al ser designado Juez de Paz de la primera sección judicial de Flores, con sede en Trinidad.
En diciembre del mismo año fue trasladado al Juzgado de Paz de la primera sección judicial de Lavalleja, con sede en la ciudad de Minas.

## Juez de Paz en la capital
En abril de 1945 pasó a cumplir funciones en Montevideo como Juez de Paz de la 21° sección judicial de dicho departamento.

## Juez Letrado en el interior
En junio del mismo año 1945 fue ascendido al cargo de Juez Letrado de Tacuarembó.

## Fiscal Letrado en la capital
En junio de 1948 dejó el Poder Judicial e ingresó al Ministerio Público al ser designado Fiscal del Crimen de Tercer Turno en Montevideo,cargo que ocupó durante casi catorce años.

## Tribunal de Apelaciones
En marzo de 1962 retornó al Poder Judicial al ser nombrado miembro del Tribunal de Apelaciones en lo Penal (por entonces único existente en dicha materia).
Permaneció integrando dicho Tribunal (que en 1965 pasó a denominarse Tribunal de Apelaciones en lo Penal de Primer Turno al crearse el de Segundo Turno) durante casi diez años.

## Tribunal de lo Contencioso Administrativo
Al quedar vacante un puesto en el Tribunal de lo Contencioso Administrativo en octubre de 1971 por el cese de José María França, y transcurridos noventa días de la misma sin efectuarse designación de reemplazante por la Asamblea General, se tornó aplicable el artículo 236 de la nueva Constitución de 1967, que preveía por primera vez un mecanismo subsidiario de designación para los cargos vacantes en la Suprema Corte de Justicia y el TCA en función de la antigüedad en los Tribunales de Apelaciones. 
En aquel momento Figueredo revestía la mayor antigüedad en los mismos, por lo que al vencimiento del referido plazo se produjo su ingreso automático como ministro del TCA. Prestó juramento como tal ante la Asamblea General el 14 de enero de 1972.
Ocupó la Presidencia del TCA en el año 1976.
El 1° de julio de 1977, en el marco de la dictadura cívico militar instaurada en 1973, el Poder Ejecutivo dictó el Decreto Constitucional-Acto Institucional número 8, por el que se modificaron las normas constitucionales referentes al Tribunal de lo Contencioso Administrativo, dejando de funcionar como un órgano independiente de los poderes del Estado y pasando a depender administrativamente del Poder Ejecutivo bajo la denominación de Justicia Administrativa.
Poco después, Figueredo, que se encontraba próximo a cumplir los 70 años -edad máxima establecida por la Constitución y reiterada por el DC-AI N° 8 para ocupar cargos en el TCA- presentó su renuncia, al igual que Gilberto Echeverry, las que les fueron aceptadas a principios de agosto.
Las vacantes que dejaron, junto con la generada anteriormente por el cese de Horacio Hughes en mayo de 1977, fueron cubiertas en octubre del mismo año por el Consejo de la Nación con las designaciones de Ramiro López Rivas, César Canessa y Carlos Maestro Toletti.

## Vida personal. Fallecimiento
Contrajo matrimonio en 1943 con Aída Rodríguez Bonifacio.
Arturo Figueredo falleció en Montevideo el 29 de octubre de 1991, a los 84 años de edad.
La Cámara de Senadores le rindió homenaje al día siguiente de su fallecimiento,y también lo hizo la Cámara de Representantes semanas más tarde.